# Томсон, Джейк
Джейк Сэмюэл Томсон (англ. Jake Samuel Thomson; 12 мая 1989, Портсмут) — английский и тринидадский футболист, полузащитник,

## Карьера
Футболом занялся в детском возрасте. В 2004 году, обучаясь в родном Портсмуте, Томсон одержал победу в Кубке Английской школьной футбольной ассоциации.

### Клубная
Воспитанник «Саутгемптона». В составе «святых» начал играть на взрослом уровне. Первую встречу за основу команды провел в 9 августа 2008 года. В рамках Чемпионшипа он появился на поле в поединке против «Кардифф Сити». До конца сезона провел за клуб еще девять матчей. За время выступления за «Саутгемптон» дважды отправлялся в аренду в «Борнмут» (из-за финансовых обстоятельств она продлилась всего месяц) и в «Торки Юнайтед». 15 мая 2010 года Томсон покинул стан «святых».
1 июля 2010 года полузащитник подписал контракт с «Эксетер Сити». Не имея постоянного места в основе, Томсон отправлялся в месячную аренду в «Челтнем Таун». Затем он пробовал себя в «Кеттеринг Тауне».
Не сумев закрепиться в верхних английских лигах, хавбек уже много лет защищает цвета английских полупрофессиональных коллективов

### В сборной
Родившись в Англии, Джейк Томсон по своему происхождению является тринидадцем. Однако в первое время он не отдавал предпочтения стране его предков, выступая за сборную Англии до 17 лет. 30 августа 2009 года стало известно, что полузащитник присоединился к молодежной сборной Тринидада и Тобаго, с которой он принял участие в Чемпионате мира U20 в Египте. За главную национальную команду «воинов сока» дебютировал 10 октября 2009 года в поединке отборочного турнира ЧМ-2010 в ЮАР против Коста-Рики (0:4). Всего за тринидадцев провел две игры и после 2009 года в их ряды больше не вызывался.